# Jadegondnahalli, Madhugiri
Jadegondnahalli là một làng thuộc tehsil Madhugiri, huyện Tumkur, bang Karnataka, Ấn Độ.